# كلاريس أجبيجنينو
كلاريس أجبيجنينو (مواليد 25 أكتوبر 1992) هي لاعبة جودو فرنسية، فازت بميداليتين ذهبتين في أولمبياد 2020.